# Elizabeth Jagger
Elizabeth Scarlett Jagger (New York, 2 marzo 1984) è una modella statunitense naturalizzata britannica.

## Biografia
Nata a New York City, è figlia della modella e attrice Jerry Hall e del cantautore britannico Mick Jagger, leader della rock band Rolling Stones.
All'età di quattordici anni intraprese la carriera di modella, sfilando accanto a sua madre per Thierry Mugler. Apparve poi in una campagna pubblicitaria per Tommy Hilfiger insieme ad Alexandra e Theodora Richards, figlie del chitarrista Keith Richards, compagno di band di suo padre. Nel 2002 sottoscrisse un contratto da 500mila sterline con l'azienda di cosmetici Lancôme, grazie al quale raggiunse lo status di top model. Nel 2013 fu testimonial di una campagna pubblicitaria per un modello di jeans Wrangler che promettevano di levigare le gambe mentre venivano indossati. Nel 2016 divenne volto di due campagne di rilancio per Redken, facente parte del gruppo L'Oréal.
Dopo aver declinato una prima offerta alcuni anni prima, nel 2011 posò nuda in copertina per Playboy.
Negli anni, sfilò in passerella per numerose case di moda, tra cui Vivienne Westwood, Tod's e Mango.
È un'attivista per l'Equal Rights Amendment.

## Filmografia

### Cinema
- Igby (Igby Goes Down), regia di Burr Steers (2002)

### Televisione
- Love Advent - serie TV, un episodio (2014)

### Videoclip musicali
- Shirley Bassey - Get the Party Started (2007)